# ولی شاه بهره
۲۰۰۱ تا اکنون است.

## از کودکی تا جوانی
ولیشاه بهره در هرات تولد یافت، پدرش عبدالواحد بهره شاعر و نویسندهٔ ۱۴ اثر علمی و ادبی، از بنیانگذاران تیاتر و یکی از فرهنگیان بنام زمان خویش بود ولی شاه بهره تحصیلاتش را در هرات آغاز کرد و لیسانش را در سال ۱۳۶۶ از دانشگاه کابل بدست آورد.

## بهره، فرهنگ و سیاست
ولی شاه بهره ابتدا وظیفه رسمی اش را در روزنامه اتفاق اسلام آغاز کرد و سال‌های متمادی مدیر مسوول این روزنامه بود، سپس مسوول برنامه حفظ آبدات تاریخی هرات شد و پس از آن به عنوان آمر رادیو و تلویزیون هرات برگزیده شد، آقای بهره پس از آن به عنوان رئیس عمومی اطلاعات و فرهنگ هرات انتخاب شد، در این هنگام تغییرات در سطح رهبری وزارت اطلاعات و فرهنگ و روی کار آمدن عبدالکریم خرم وزیر اطلاعات و فرهنگ افغانستان در سال‌های ۱۳۸۶ تا ۱۳۸۸ پس از چند سال ایفای وظیفه در این مقام، مدیر بانک انکشافی افغانستان در هرات گشت و سپس به عنوان مدیر مدرسه غیرانتفاعی ابن سینا هرات برگزیده شد، فرهنگیان افغان طی این سال‌ها کارکردهای آقای خرم را زیر سؤال می‌بردند، ولیشاه بهره پس از چند سال دوری از فعالیت‌های دولتی از اواخر سال ۱۳۸۸ واپس به عنوان رئیس اطلاعات و فرهنگ هرات انتخاب شد، مسوولین وزارت اطلاعات و فرهنگ این انتخاب را جهت تسریع روند شامل شدن هرات در لیست میراث‌های فرهنگی جهان و توجه به مراقبت و نگهدار ی از آبدات تاریخی اعلان کردند همزمان با آن عتیقه فروشان هرات نیز ۹۰۰ قلم از آثار باستانی شان را بمناسب انتخاب بهره به دولت افغانستان هدیه دادند.
او هم‌اکنون نیز ریاست اطلاعات و فرهنگ ولایت هرات را بعهده دارد.

## بهره و شعر
ولی شاه بهره در غزل سرایی مهارت دارد، او یکی از بیدل شناسان مشهور افغانستان است که در سال ۱۳۶۲ عضویت انجمن بیدل‌شناسی افغانستان را بدست آورد، آقای بهره همچنان یکی از اعضای انجمن مولانا شناسی است. علاقه‌مندی اش به شعر، بیدل و مولانا نشان می‌دهد که بهره علاقه شدیدی عرفان دارد.
او متعقد است که اساساً انسان به خاطر معرفت به خدای بزرگ آفریده شده، زیرا انسان با ابزار معرفت و شناخت می‌تواند به مدارج بلند انسانیت نایل آید و شناخت حقایق جهان آفرینش را می‌توان در پرتو انوار عرفان جستجو نمود و بر تقرب و نزدیکی بخدای واحد دستیاب گردید. به باور بهره، عرفان در برگیرنده همه ارزش هاست.
بهره در سال‌های اخیر مقالات، کتاب و آثار متعددی در مورد بیدل‌شناسی و عرفان نوشته است.

## بهره و بیدل
بهره از آغاز جوانی به مطالعه و تحقیق به ویژه در مورد بیدل پرداخت، بگفتهٔ خود او زمانی که هنوز درس می‌خواند به محض شنیدن تک بیتی‌های بیدل در خود احساس عجیبی حس می‌کرد و آن را مشتاقانه به حافظه می‌سپرد.
او با بیدل شناسانی چون پوهاند اسدالله حبیب، استاد غلام فاروق فلاح، داکتر امیر محمد اثیر، محمد عبدالمجید اسیر و محمد عبدالعزیز مهجور آشنا شد و در سال ۱۳۶۳ عضویت انجمن بیدل‌شناسی افغانستان را بدست آورد.
بهره نزدیک به دوهزار بیت از بیدل را حفظ دارد و خودش را یکی رهروان کوچه‌های هفت شهر کلام بیدل می‌داند.
بهره بیدل را عارف با اخلاصی می‌داند که رو به جهان وحدت داشته و پشت به جهان کثرت کرده‌است و در دل هر زره هزاران جلوهٔ قدرت را به تماشا نشسته و در مقام حیرت، آیینه‌دار حقایق است.

## آثار
گنج بقا، تجلی و جلوه‌های عرفان و خلاصه تاریخ هرات از آثار ولی شاه بهره است، گنج بقا مشهورترین اثر بهره به شرح غزلی از بیدل پرداخته که با مقدمه محمد عبدالعزیز مهجور از بیدل شناسان مشهور و بنام افغانستان آغاز گردیده و در بهار ۱۳۸۹ با تیراژ ۳۰۰۰ جلد چاپ گردیده است.
عبدالعزیز مهجور، ولی شاه بهره را شخصی می‌داند که از طاووس خیال بیدل داغهای چیده است که رنگینی بهار دارد و در گلشن معانی به نازک‌خیالی پرداخته است